# Гайтстаун (Нью-Джерсі)
Гайтстаун (англ. Hightstown) — місто (англ. borough) в США, в окрузі Мерсер штату Нью-Джерсі. Населення — 5900 осіб (2020).

## Географія
Гайтстаун розташований за координатами 40°16′6″ пн. ш. 74°31′33″ зх. д. / 40.26833° пн. ш. 74.52583° зх. д. (40.268457, -74.525804).  За даними Бюро перепису населення США в 2010 році місто мало площу 3,22 км², з яких 3,14 км² — суходіл та 0,08 км² — водойми.

### Клімат
| Клімат : Гайтстаун      | Клімат : Гайтстаун | Клімат : Гайтстаун | Клімат : Гайтстаун | Клімат : Гайтстаун | Клімат : Гайтстаун | Клімат : Гайтстаун | Клімат : Гайтстаун | Клімат : Гайтстаун | Клімат : Гайтстаун | Клімат : Гайтстаун | Клімат : Гайтстаун | Клімат : Гайтстаун | Клімат : Гайтстаун |
| Показник                | Січ.               | Лют.               | Бер.               | Квіт.              | Трав.              | Черв.              | Лип.               | Серп.              | Вер.               | Жовт.              | Лист.              | Груд.              | Рік                |
| Абсолютний максимум, °C | 22,8               | 25,0               | 31,1               | 35,0               | 36,1               | 37,8               | 40,6               | 38,9               | 39,4               | 35,0               | 27,8               | 24,4               | 40,6               |
| Середній максимум, °C   | 4,2                | 6,1                | 10,6               | 16,9               | 22,4               | 27,5               | 29,9               | 29,0               | 25,2               | 19,0               | 13,1               | 6,8                | 17,6               |
| Середня температура, °C | −0,4               | 1,1                | 5,1                | 10,8               | 16,2               | 21,4               | 24,1               | 23,2               | 19,2               | 12,8               | 7,6                | 2,2                | 12,0               |
| Середній мінімум, °C    | −5,1               | −3,9               | −0,3               | 4,8                | 9,9                | 15,3               | 18,1               | 17,3               | 13,1               | 6,7                | 2,2                | −2,5               | 6,3                |
| Абсолютний мінімум, °C  | −26,7              | −23,9              | −16,7              | −12,2              | −2,2               | 1,7                | 5,6                | 4,4                | −2,2               | −5,6               | −17,8              | −24,4              | −26,7              |
| Норма опадів, мм        | 86                 | 67                 | 104                | 102                | 104                | 109                | 127                | 105                | 106                | 95                 | 90                 | 97                 | 1193               |
| Днів з опадами          | 10,2               | 9,3                | 11,0               | 12,0               | 12,3               | 11,4               | 10,7               | 9,7                | 8,7                | 9,4                | 9,7                | 10,1               | 124,5              |
| Вологість повітря, %    | 65.8               | 62.7               | 58.9               | 58.9               | 63.2               | 67.7               | 67.7               | 70.5               | 71.5               | 70.3               | 68.4               | 68.1               | 66.2               |
| ----------------------- | ------------------ | ------------------ | ------------------ | ------------------ | ------------------ | ------------------ | ------------------ | ------------------ | ------------------ | ------------------ | ------------------ | ------------------ | ------------------ |
| Джерело: NOAA           |                    |                    |                    |                    |                    |                    |                    |                    |                    |                    |                    |                    |                    |

## Демографія
Згідно з переписом 2010 року, у селищі мешкали 5494 особи в 1976 домогосподарствах у складі 1352 родин. Було 2108 помешкань
Расовий склад населення:
| - 69,4 % — білих - 8,0 % — чорних або афроамериканців - 4,1 % — азіатів - 0,6 % — корінних американців - 0,1 % — вихідців з тихоокеанських островів - 13,6 % — осіб інших рас |

До двох чи більше рас належало 4,2 %. Частка іспаномовних становила 30,3 % від усіх жителів.
За віковим діапазоном населення розподілялося таким чином: 23,9 % — особи молодші 18 років, 66,5 % — особи у віці 18—64 років, 9,6 % — особи у віці 65 років та старші. Медіана віку мешканця становила 36,9 року. На 100 осіб жіночої статі у селищі припадало 99,5 чоловіків;  на 100 жінок у віці від 18 років та старших — 100,1 чоловіків також старших 18 років.
Середній дохід на одне домашнє господарство  становив 94 691 долар США (медіана — 71 174), а середній дохід на одну сім'ю — 93 433 долари (медіана — 80 862). Медіана доходів становила 55 288 доларів для чоловіків та 41 628 доларів для жінок. За межею бідності перебувало 6,5 % осіб, у тому числі 7,7 % дітей у віці до 18 років та 4,4 % осіб у віці 65 років та старших.
Цивільне працевлаштоване населення становило 3116 осіб. Основні галузі зайнятості: освіта, охорона здоров'я та соціальна допомога — 19,6 %, науковці, спеціалісти, менеджери — 15,8 %, виробництво — 11,6 %, мистецтво, розваги та відпочинок — 11,3 %.